# Wilhelm Gsell
Wilhelm Gsell (* 27. November 1910 in Ipsheim; † 30. August 1980) war ein deutscher Ingenieur, Werkdirektor und Volkskammerabgeordneter für den Freien Deutschen Gewerkschaftsbund (FDGB). Zwischen 1958 und 1963 gehörte er zudem dem Zentralkomitee der SED als Mitglied an.

## Leben
Gsell stammte aus dem Königreich Bayern und war Sohn eines Betriebsleiters. Nach dem Besuch der Bürger- und der Realschule im sächsischen Crimmitschau studierte er an der Ingenieurschule in Altenburg, wo er 1930 den Abschluss als Elektroingenieur erlangte. 1933 nahm er an einem Gaskursus an der Technischen Hochschule Karlsruhe teil. Der Bereich der Gaserzeugung- und verarbeitung sollte Gsell fortan beschäftigen. So entwickelte er eine eigene Methode der Rauchgasrückführung, als er nach dem Zweiten Weltkrieg zunächst als Leiter der städtischen Betriebe in Crimmitschau auch für die Wärmeversorgung zuständig war. Bekannt geworden durch seinen Erfindergeist, wurde Gsell in der Folge an die 1952 wieder in Betrieb genommene Großgaserei Magdeburg delegiert, wo er zunächst als technischer Direktor, dann als Direktor des VEB Gasversorgung Magdeburg tätig war. Später leitete Gsell als Direktor den VEB Energieversorgung Magdeburg und war somit für die Strom- und Wärmeversorgung der Stadt Magdeburg mit ihren bekannten Großbetrieben zuständig.

## Politik
Gsell wurde 1945 Mitglied des FDGB und zunächst der SPD, aus der 1946 durch Zwangsvereinigung mit der KPD die SED hervorging. Von 1946 bis 1950 war er SED-Stadtverordneter in Crimmitschau und ab 1952 für einige Zeit Mitglied des Kreistages Werdau. Auf dem V. Parteitag der SED 1958 wurde Gsell als Mitglied in das ZK der SED gewählt. Diese Funktion wurde auf dem VI. Parteitag 1963 nicht erneut bestätigt. Stattdessen wurde Gsell für die Einheitsgewerkschaft FDGB zu den 1963 stattfindenden Volkskammerwahlen als Kandidat aufgestellt und vertrat in der Folge den FDGB bis 1967 als Abgeordneter im DDR-Parlament.
Die 1963 nicht wieder bestätigte ZK-Mitgliedschaft, der Wechsel hin zur Volkskammerfraktion des FDGB und die später fehlenden, sonst üblichen Würdigungen bei runden Geburtstagen in der Parteipresse sowie die fehlende Mitteilung zum Ableben des ehemaligen ZK-Mitglieds lassen den Schluss zu, das Gsell sich in den 1960ern mit der Parteispitze überworfen hatte.

## Auszeichnungen
- Vaterländischer Verdienstorden in Bronze
- Verdienter Erfinder
- Verdienter Techniker des Volkes
- Siebenfacher Aktivist
- Goldene Ehrennadel der Kammer der Technik